# Hans Wilhelm Eckhoff
Hans Wilhelm Eckhoff, född 10 maj 1780 i Norrköping, död 14 maj 1849 i Gävle, var en svensk affärsman och riksdagsledamot.
Hans Wilhelm Eckhoff var son till grosshandlaren i Norrköping, senare i Stockholm Hans Hansson Eckhoff. Som ung inflyttade han till Gävle där han fick anställning hos handelshuset P. Brändström & Co och gick i lära hos firmans grundare Peter Brändström. Efterhand avancerade Eckhoff till kontorschef och sedan Brändströms svärson Pehr Ennes tagit över firman 1805 gjordes Eckhoff till kompanjon. Genom giftermål med Pehr Ennes dotter Christine Louise Ennes 1807 knöts han än närmare med denne. Sedan Pehr Ennes avlidit 1829 blev Eckhoff chef för firman som då ombildades och döptes om till H. W Eckhoff & Co.. Han fortsatte firmans rederirörelse med egna fartyg och frakt jämte järnexport. Som många andra handelshus vid den här tiden bedrev Eckhoff även bankrörelse. Eckhoff minskade företrädarnas intresse för skeppsbyggeri, och under det att handelshuset tidigare haft Gävles största handelsflotta gicks den nu om av flera andra. I stället satsade Eckhoff på järnexporten, man ägde bland annat Gideå bruk och Hede masugn i By socken i södra Dalarna. Bruksägandet gjorde att Eckhoff själv helst titulerade sig brukspatron.
Eckhoff hade flera betydande uppdrag i Gävle, han var ledamot av direktionen för Gävle stads sparbank 1829-184, av Sofia Magdalena änkehusdirektion 1826-1844, av direktionen för Gävle elementarskola 1829-1844, av Sofia Magdalena kyrkoråd 1835-1844, var skattmästare i Gävleborgs läns hushållningssällskap 1829-1843 och ledamot av dess förvaltningsutskott 1818 och 1827, ordförande i handelssocieteten 1835-1843, ledamot av stadens 24 äldste och blev 1833 rådman. Eckhoff var även som representant för staden ledamot av borgarståndet vid riksdagarna 1817-18 och 1823, och var vid båda tillfällena medlem av statsutskottet och vid den senare även av hemliga utskottet. 1835 blev han USA:s vice konsul i Gävle.
Ökad konkurrens från det brittiska järnet gjorde dock att järnexporten gick allt sämre, och 1844 begärde han i samråd med sin brorson och kompanjon sedan 1834 Wilhelm Eckhoff firman i konkurs. Vid utredningen efter denna visade sig dock konkursen ha varit onödig och tillgångarna i firman överstiga skulderna. Åren efter konkursen tillbringade Eckhoff i tillbakadragenhet